# Heinrich Kranz (Mediziner)
Heinrich Kranz (* 26. Januar 1901 in Aachen; † 28. Januar 1979 ebenda) war ein deutscher Psychiater, Neurologe und Hochschullehrer. Er ist nicht zu verwechseln mit dem NS-Rassenhygieniker, Augenarzt und Hochschullehrer Heinrich Wilhelm Kranz (1897–1945).

## Leben
Kranz legte am Kaiser-Karls-Gymnasium die Reifeprüfung ab und absolvierte danach ein Medizinstudium an den Universitäten Bonn, Heidelberg und München. 1925 wurde er zum Dr. med. promoviert. Danach ließ er sich als Allgemeinmediziner in Simmerath nieder. Ab 1930 war er Assistent am Kaiser-Wilhelm-Instituts für Anthropologie, menschliche Erblehre und Eugenik. Nach Auslaufen seines Vertrages im Oktober 1933 schied er aus dem KWI aus, möglicherweise auch weil er als „politisch unzuverlässig“ eingestuft wurde („dem Zentrum nahestehend“).
Kranz wechselte Ende 1933 zu dem Zwillingsforscher und Kriminalbiologen Johannes Lange an die Psychiatrische Universitätsklinik nach Breslau, wo er sich mit der Schrift „Lebensschicksale krimineller Zwillinge“ 1936 habilitierte und Privatdozent wurde. Bereits am KWI-A hatte Kranz an seiner kriminalbiologischen Zwillingsstudie gearbeitet und seit 1932 an Berliner Haftanstalten  „kriminelle Zwillinge“ untersucht. Noch während seiner Tätigkeit im KWI-A hatte er drei Artikel zu dieser Thematik in Fachzeitschriften veröffentlicht. Kranz galt seinerzeit als „einer der wichtigsten Zwillingsforscher Deutschlands auf dem Gebiet der Kriminalbiologie“.
Nachdem Lange 1938 verstorben war, blieb Kranz in leitender Funktion an der Psychiatrischen Universitätsklinik in Breslau tätig. Als Werner Villinger dort Anfang Februar 1940 die Klinikleitung übernahm, gelang es ihm aufgrund eines Einspruchs des Gaudozentenführers nicht Kranz als Oberarzt in der Klinik weiter zu beschäftigen. Dabei spielte wahrscheinlich die wiederholte Weigerung von Kranz der NSDAP beizutreten eine Rolle, wodurch diesem eine Hochschulkarriere zur Zeit des Nationalsozialismus verwehrt blieb. Er gehörte jedoch ab 1933 den NS-Organisationen SA und NS-Ärztebund an. Anschließend ließ er sich als Nervenarzt in Frankfurt am Main nieder. Während des Zweiten Weltkrieges musste er Militärdienst leisten. Als Oberstabsarzt wurde er Stellvertreter des Oberstarztes und Beratenden Militärpsychiates im Wehrkreis IX in Frankfurt Karl Kleist.
Nach Kriegsende war er an der Universitätsnervenklinik Heidelberg beschäftigt, wo er als Oberarzt unter dem Klinikleiter Kurt Schneider beschäftigt war. 1948 wurde er außerplanmäßiger Professor an der Universität Heidelberg und 1949 Direktor der Anstalt Wiesloch. Er folgte 1951 einem Ruf an die Universität Mainz, wo er bis zu seiner Emeritierung 1966 als Professor für Psychiatrie und Direktor der Universitätsnervenklinik wirkte. 1960 wurde er Präsident der Gesellschaft für Psychiatrie und Nervenheilkunde.
Seit 1926 war er mit Adelgunde, geborene Dornemann, verheiratet. Das Paar bekam ein Kind.

## Veröffentlichungen (Auswahl)
- Lebensschicksale krimineller Zwillinge. J. Springer, Berlin 1936 (zugleich Medizinische Habilitationsschrift Breslau 1936)
- Heinrich Kranz. In: Ludwig J. Pongratz: Psychiatrie in Selbstdarstellungen. Huber, Bern 1977, ISBN 3-456-80307-9, S. 194–218.